# Ares IV
Ares IV (ou Ares 4), est un projet de lanceur spatial lourd américain à 2 étages de la famille de fusées Ares, étudié depuis janvier 2007 par la NASA, pour le Programme Constellation. À la suite d'une insuffisance budgétaire pour son développement, il est abandonné en 2010.

## Caractéristiques techniques

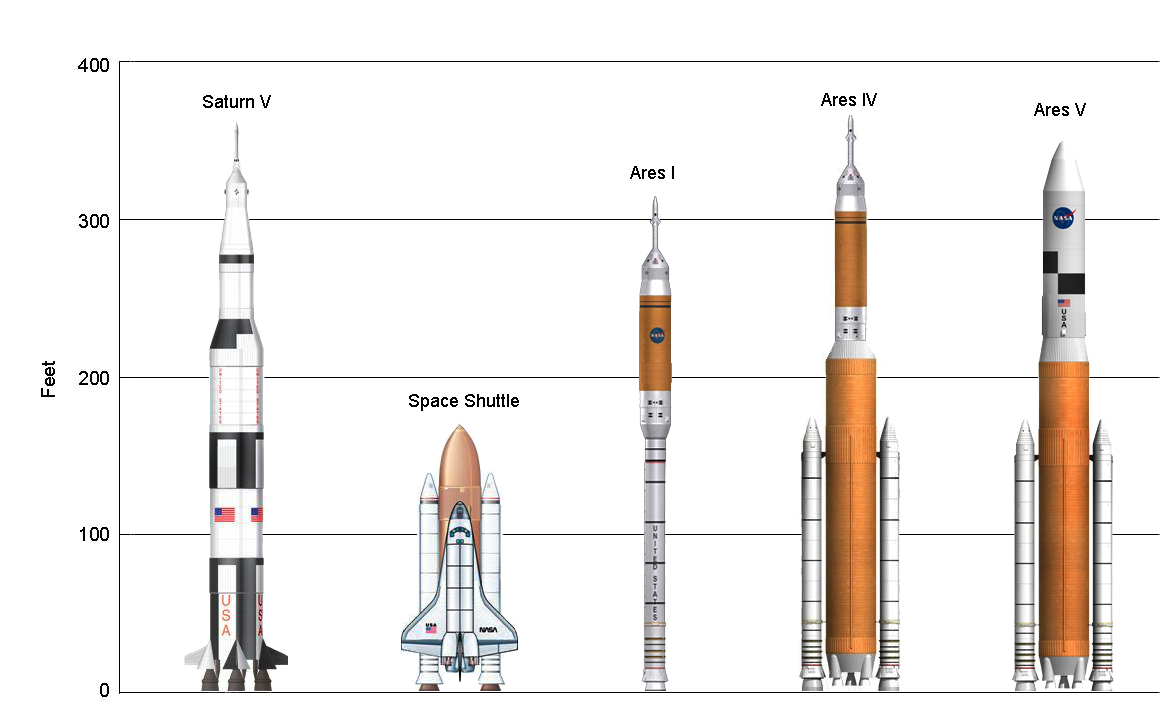
Comparaison avec Saturn V, la navette spatiale américaine, et les projets de fusées Ares.

Comme les projets Ares I et Ares V, Ares IV est un lanceur dérivé de la navette. La NASA a décrit en janvier 2007 ce lanceur de 113 mètres de haut constitué d'une part du 1er étage et des propulseurs d'appoint d'Ares V et d'autre part de l'étage supérieur d'Ares I. Sa capacité d'emport serait de 41,1 tonnes sur une trajectoire lunaire. Il pourrait servir à envoyer des missions habitées en orbite lunaire. On pourrait même envisager de se poser sur la Lune en employant deux Ares IV.
Une version sans les propulseurs d'appoint pourrait placer le vaisseau Orion en orbite terrestre basse.